# Імерсія (оптика)
Імерсія (лат. immersio, від immergo — занурюю, рос. иммерсия, англ. immersion, нім. Immersionsflüssigkeit f) — введення рідини (кедрової олії, вазеліну, водного розчину гліцерину) між розглядуваним предметом і об'єктивом мікроскопа, щоб підвищити освітленість зображення.
Імерсія використовується також у фотолітографії, де введення рідини з показником заломлення, більшим від одиниці, між об'єктивом і поверхнею, дозволяє збільшити роздільну здатність.
Принцип імерсії розробив у XIX столітті італійський астроном, ботанік і оптик Джованні Амічі.